# Natri arsenat
Natri asenat là một hợp chất vô cơ với công thức hóa học Na3AsO4. Các muối liên quan cũng thường được gọi là natri asenat, kể cả Na2HAsO4 (natri biasenat) và NaH2AsO4 (natri đibiasenat). Muối tri-natri này là một chất rắn không màu và rất độc. Nó thường tồn tại ở dạng dodecahydrat hóa (ngậm 12 nước) Na3AsO4·12H2O.

## Điều chế
Natri asenat được điều chế được bằng cách trung hòa axit asenic:
H3AsO4 + 3NaOH → Na3AsO4 + 3H2O
Muối natri asenat có cùng dạng cấu trúc với natri phosphat và natri vanadat.